# Eustachys swalleniana
Eustachys swalleniana là một loài thực vật có hoa trong họ Hòa thảo. Loài này được A.M.Molina mô tả khoa học đầu tiên năm 1996.